# Ledrosee
Der Ledrosee (italienisch Lago di Ledro) ist ein Bergsee in den Gardaseebergen im  Trentino.

## Entstehung und Geographie
Der Lago di Ledro liegt auf 655 m s.l.m. Höhe zwischen dem Gardasee und dem Idrosee am Ostende des Valle di Ledro. Der See hat eine Fläche von 2,187 km². Die tiefste Stelle liegt 47 m unter der Wasseroberfläche.
Der Ledrosee ist glazialen Ursprungs und bildete nach der letzten Kaltzeit mit dem Lago d’Ampola am südwestlichen Ende des Tales eine einzige Seenfläche, die das Ledrotal von Molina di Ledro bis zum Ampola-Pass ausfüllte. Das Seebett wurde von einem Seitenarm des Etschgletscher ausgeschliffen, in dem sich, begünstigt durch die Moränenreste am östlichen Ende bei Molina di Ledro und durch Schwemmkegel des Rio Visi am westlichen Ende, Wasser ansammeln konnte. Die aus den Seitentälern des Ledrotals kommenden Fließgewässer haben schließlich durch Sedimentation zur Verlandung des ursprünglichen durchgehenden Seebetts geführt und die beiden Seen getrennt.

## Orte am See
Am Ledrosee liegen drei von Landwirtschaft und Tourismus geprägte Orte:
- Molina di Ledro (an der Südost-Seite des Sees)
- Pieve di Ledro (an der Nordwest-Seite des Sees)
- Mezzolago (zwischen Molina und Pieve)

Die genannten Orte sind Fraktionen der am 1. Januar 2010 gegründeten Gemeinde (comune) Ledro.

## Fischfauna
Im Ledrosee sind folgende Fischarten anzutreffen: Finte (Alosa fallax, in der Unterart lacustris, italienisch Agone), Aal, Ukelei (Alburnus alburnus, in der Unterart alborella, italienisch Alborella), Bachforelle, Rotfeder, Rotauge, Döbel, Flussbarsch, Gemeiner Sonnenbarsch, Hecht, Karausche, Karpfen, Quappe und Schleie.

## Ponale-Wasserkraftwerk
Seit 1928 wird das Wasser des Ledrosees für die Stromerzeugung genutzt. Dabei wird das Wasser mit Hilfe eines über 6 Kilometer langen Tunnels durch den Monte Oro in das fast 600 Meter tiefer gelegene von Giancarlo Maroni entworfene Speicherkraftwerk nach Riva del Garda geleitet. Um den Fremdenverkehr am Ledrosee durch die Wasserentnahme nicht zu schädigen, wird das Wasser nur im Winter abgeführt und im Sommer wieder zum Ledrosee gepumpt. Dabei schwankt der Wasserstand des Ledrosees zwischen 1 und 1,5 Metern. Das Kraftwerk wurde mehrmals modernisiert und erweitert, zuletzt 1999. Die erzeugte Gesamtleistung beträgt 133 Gigawattstunden im Jahr.

## Archäologische Funde
Der Ledrosee wurde bekannt durch eine archäologische Entdeckung. Als 1929 der Wasserstand nach Inbetriebnahme des Kraftwerks in Riva del Garda sich abgesenkt hatte, entdeckte man in den Seegrund gerammte Pfähle, die sich später als Reste von Pfahlbauten aus der Bronzezeit herausstellten, die vor etwa 4000 Jahren errichtet worden waren. Wegen der Kriegswirren und der nachfolgenden Wirtschaftskrise konnte die archäologische Forschung erst 1957 fortgesetzt werden. Viele Fundstücke waren Schwarzgräbern in die Hände gefallen, die damit einen lukrativen Handel betrieben hatten. Was noch übrig geblieben war, kann heute im Pfahlbaumuseum (Museo delle Palafitte) in Molina di Ledro besichtigt werden. Hier sind u. a. ein ca. 4,50 m langer und 75 cm breiter Einbaum, ein Modell des bepfählten Seeabschnittes und naturgetreu wiedererrichtete Pfahlbauten zu sehen.
Auf 4000 m² Fläche bildeten etwa 15.000 Pfähle die Basis für ein Dorf im See, zum Schutz vor wilden Tieren und zur Optimierung des Fischfangs.
Seit 2011 zählen die Pfahlbauten vom Ledrosee, wie im benachbarten Fiavé, zum UNESCO-Welterbe.

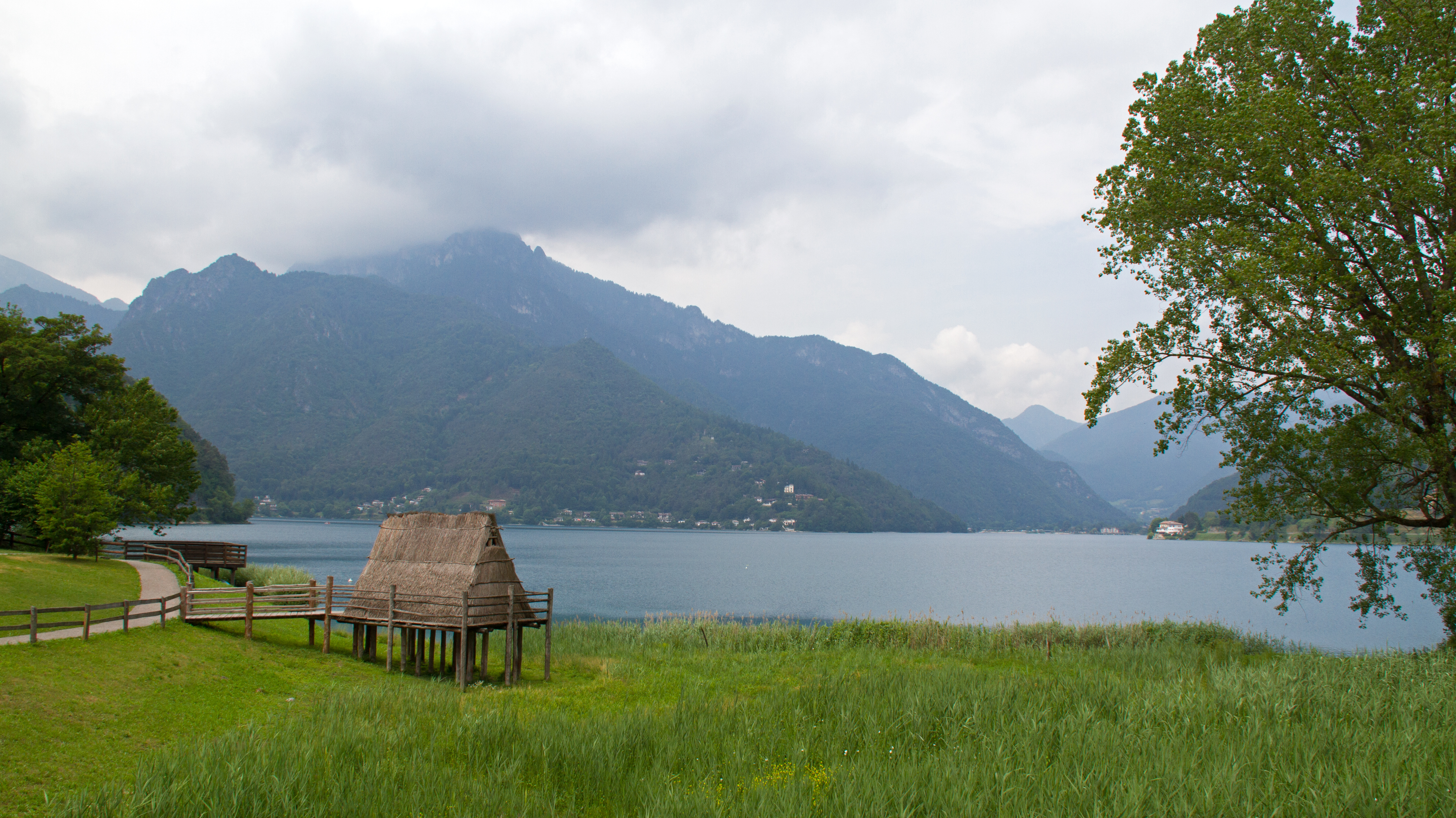
Prähistorische Pfahlbauten des Ledrosees
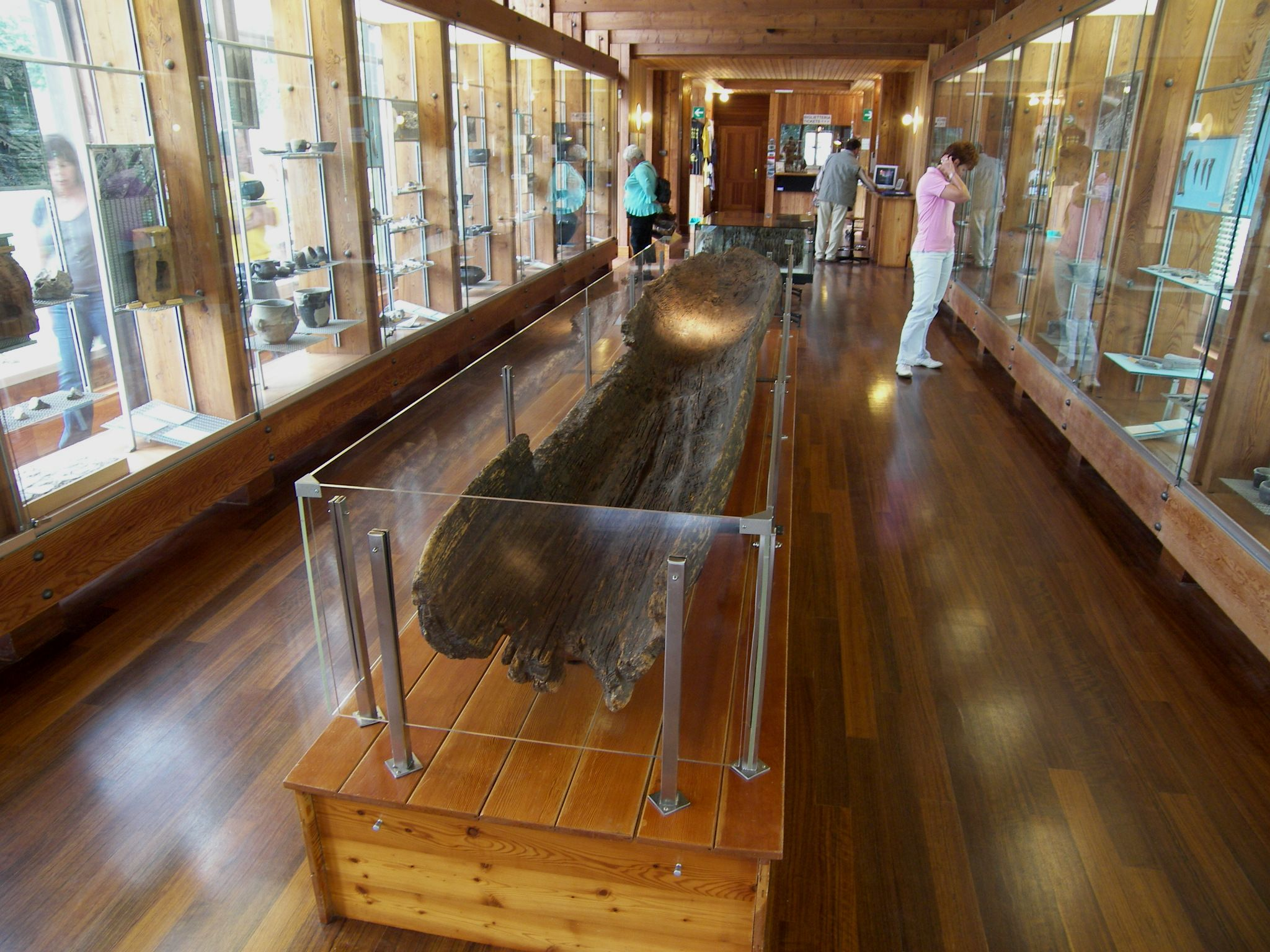
Der 3500 Jahre alte Einbaum im Museum
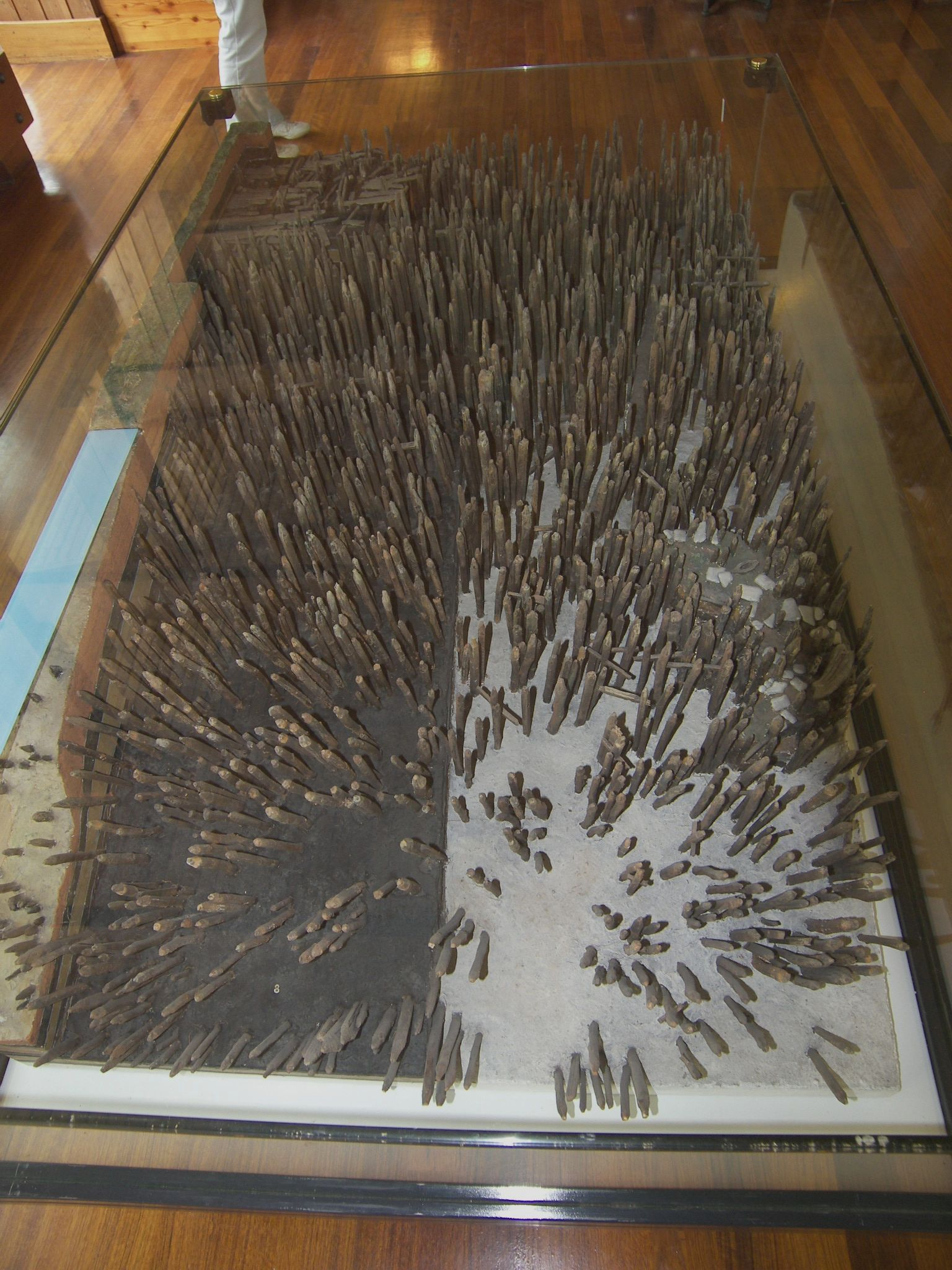
Das Pfählemodell
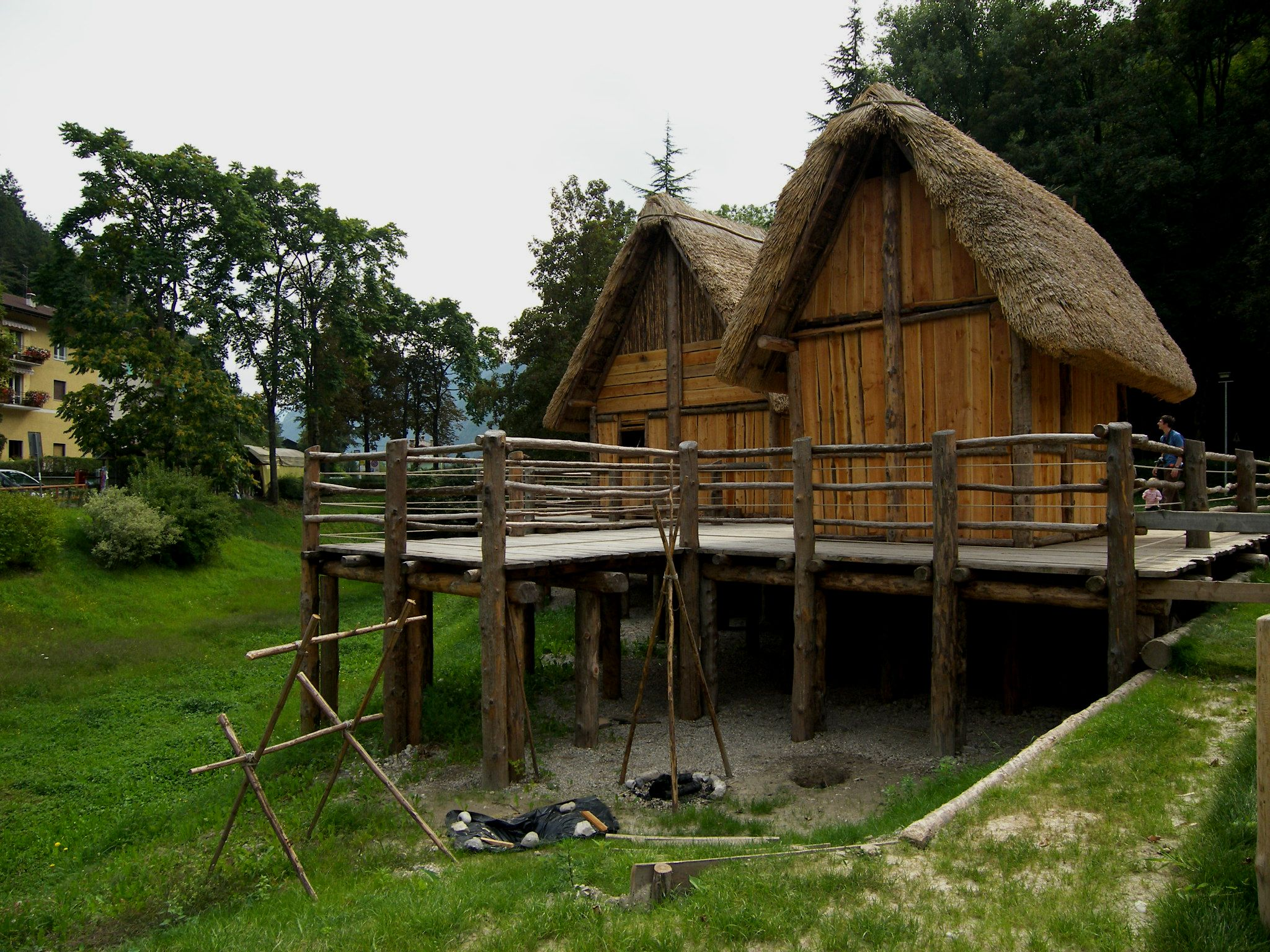
Nachbauten der Pfahlbauten auf dem Museumsgelände

## Tourismus
Seit den 1980er Jahren sind der See und die umliegenden Orte touristisch erschlossen und dienen Touristen als Ferien- und Ausflugsziel. Als Unterkunft werden zahlreiche Hotels, Ferienwohnungen und Ferienhäuser angeboten.

## Bildergalerie

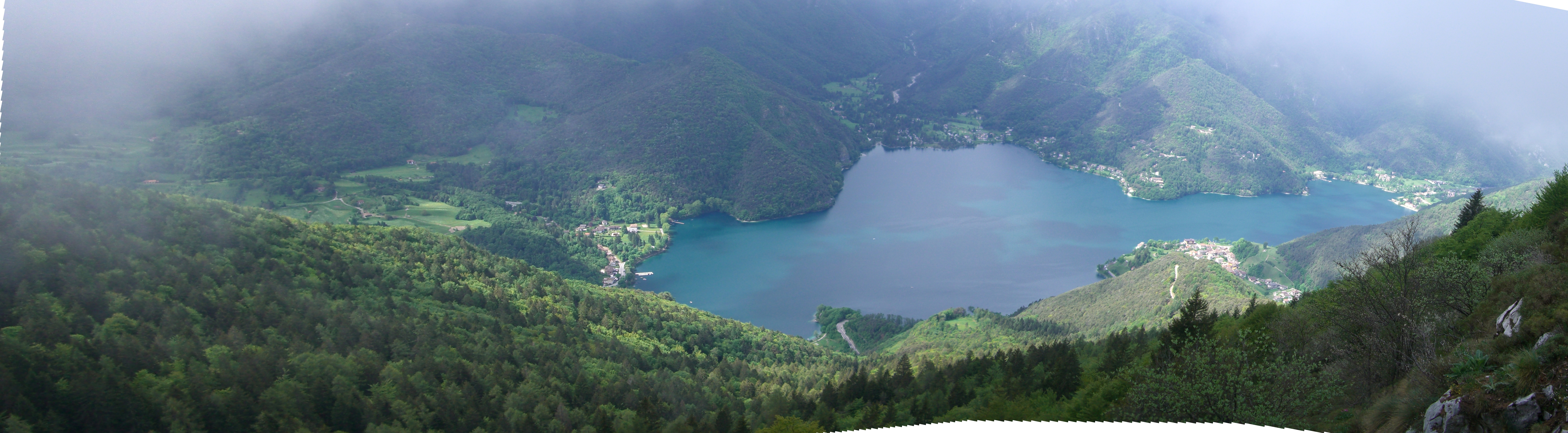
Der See vom Kamm der Cima Pari, links Molina di Ledro und rechts Pieve di Ledro

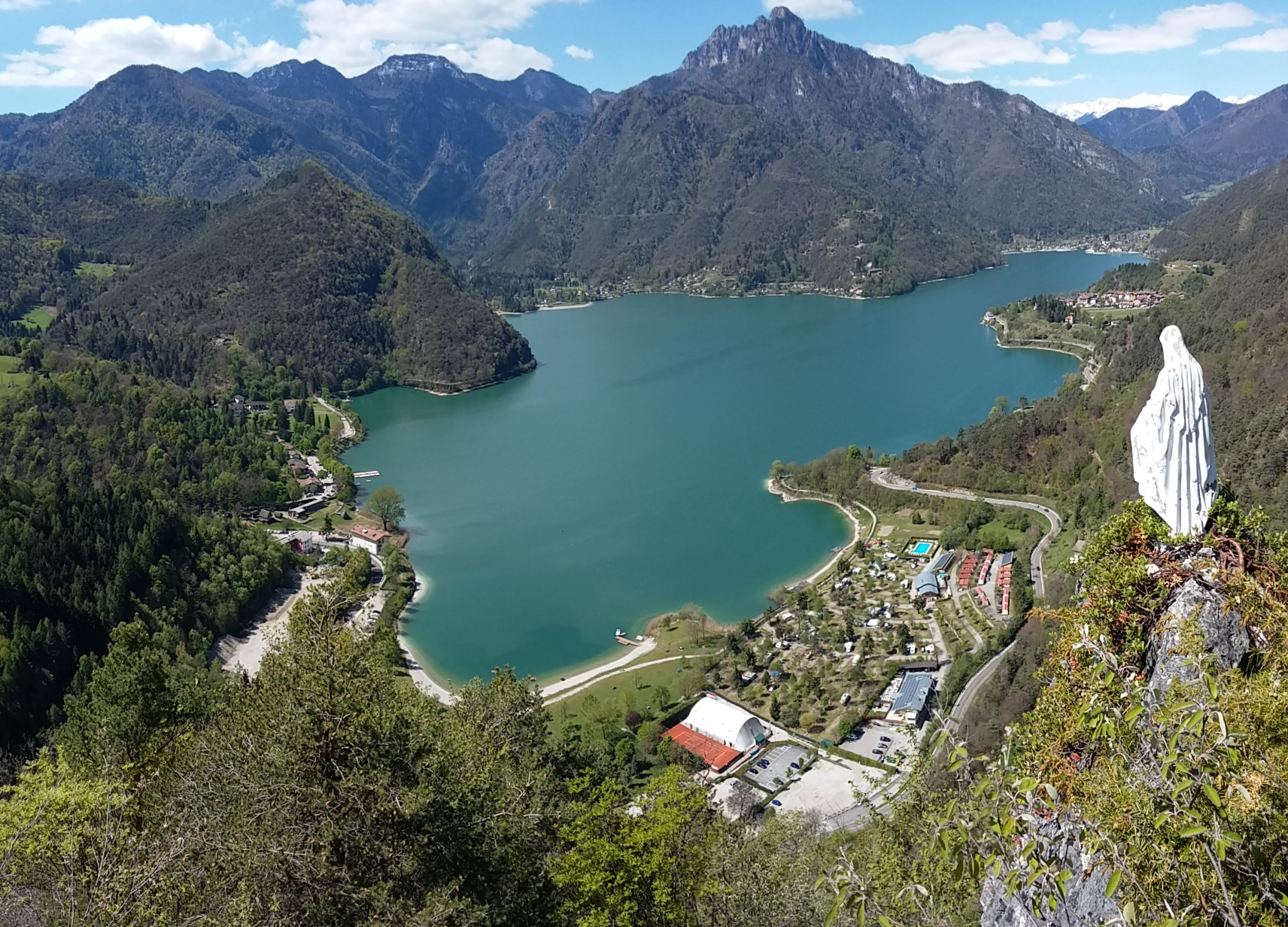
Vom Ostufer in Blickrichtung Westen mit dem Monte Tremalzo und der Bocca Caset im Hintergrund
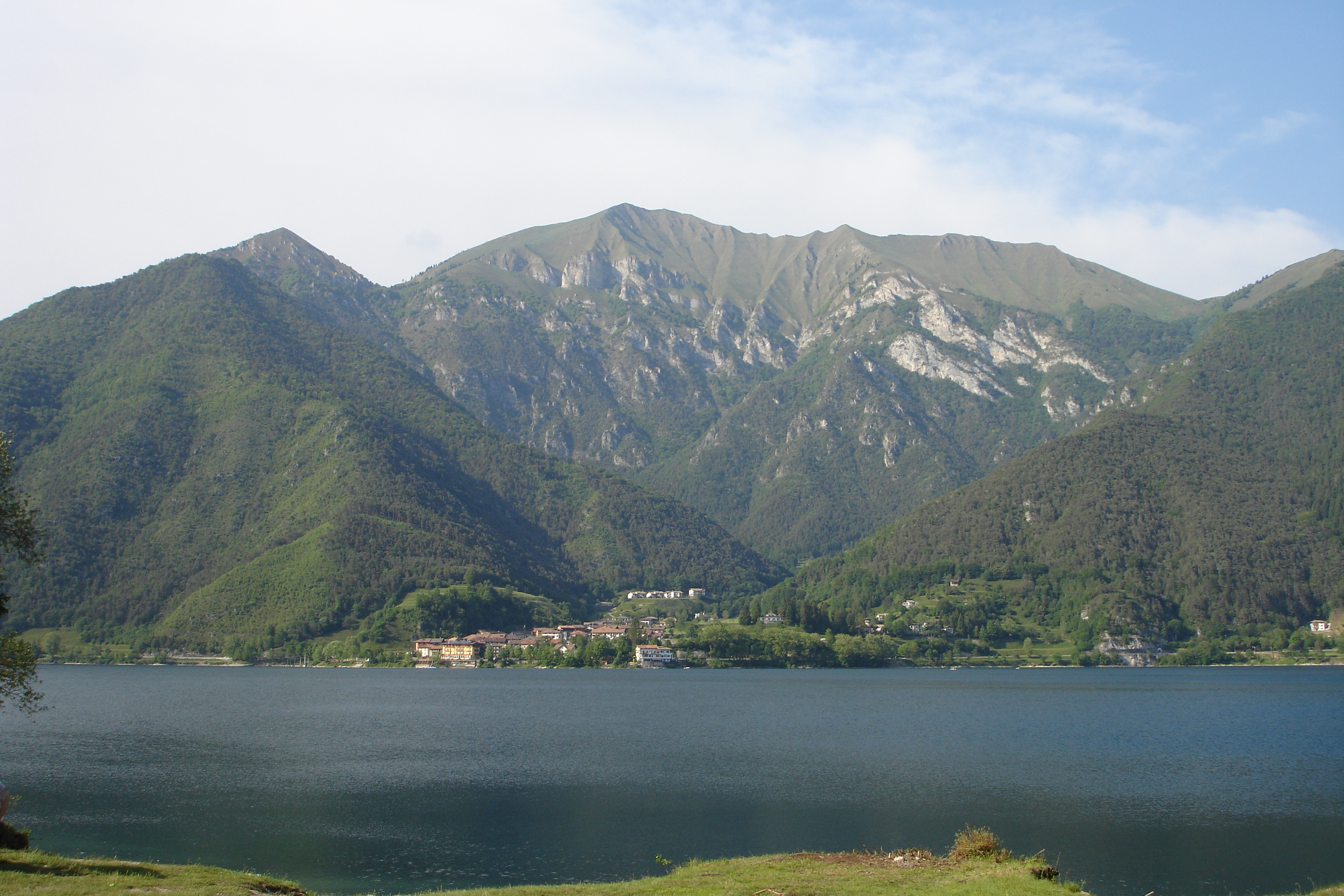
Nordufer mit Mezzolago und der Cima Pari
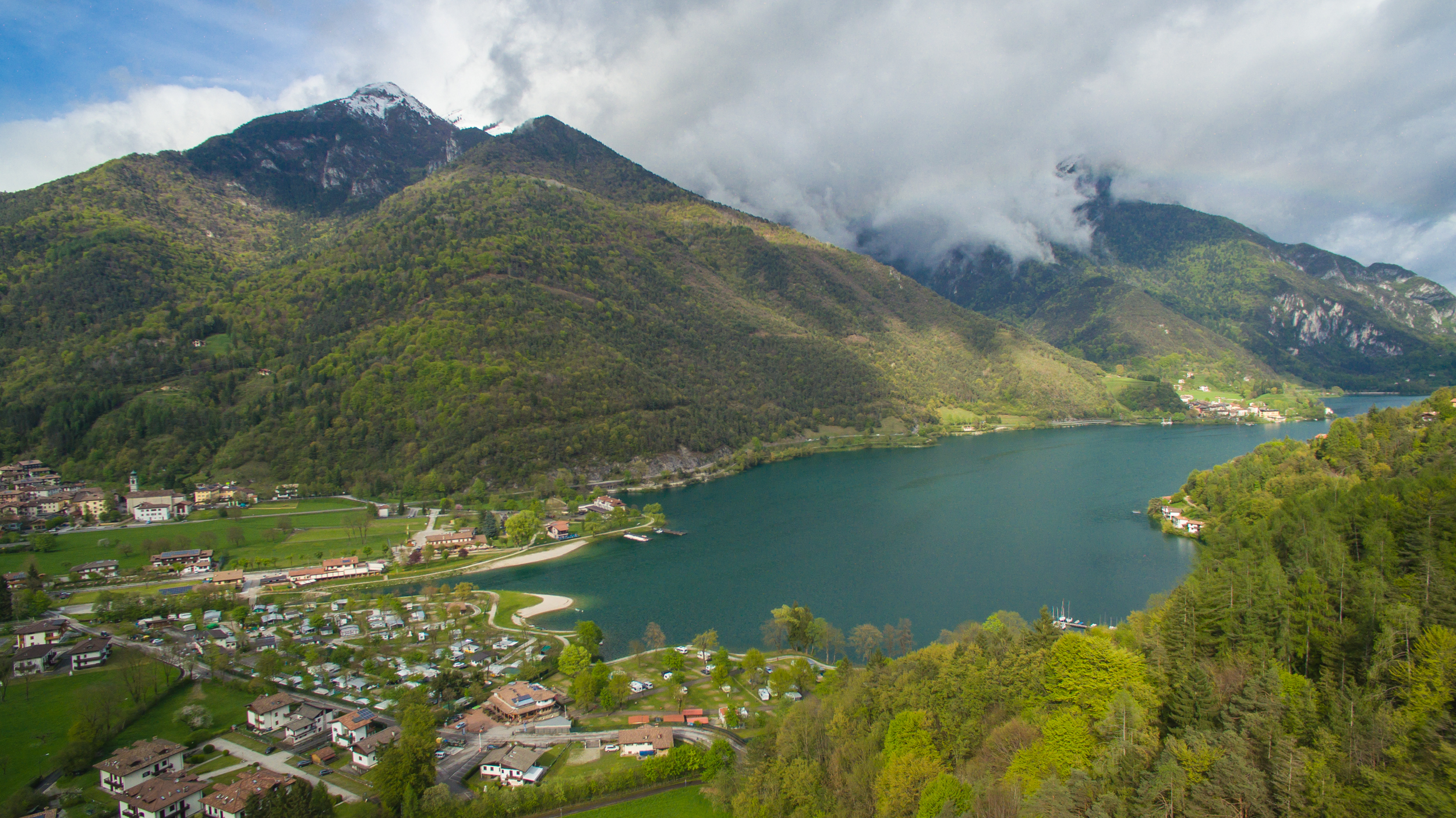
Vom Westufer mit Pieve di Ledro mit Blickrichtung Osten
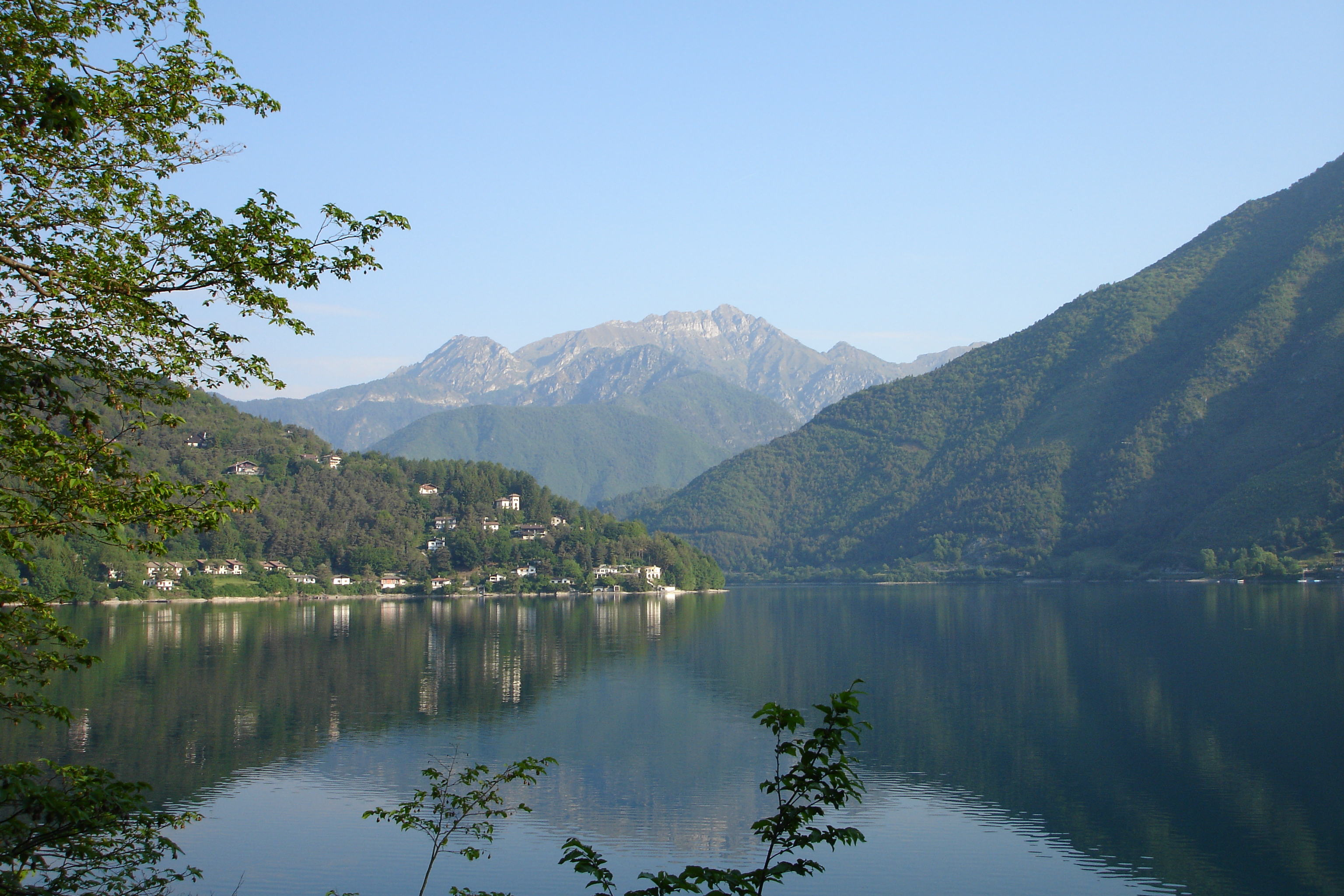
Blickrichtung Westufer mit dem Monte Cadria im Hintergrund